# Teofil Wiśniowski (architekt)

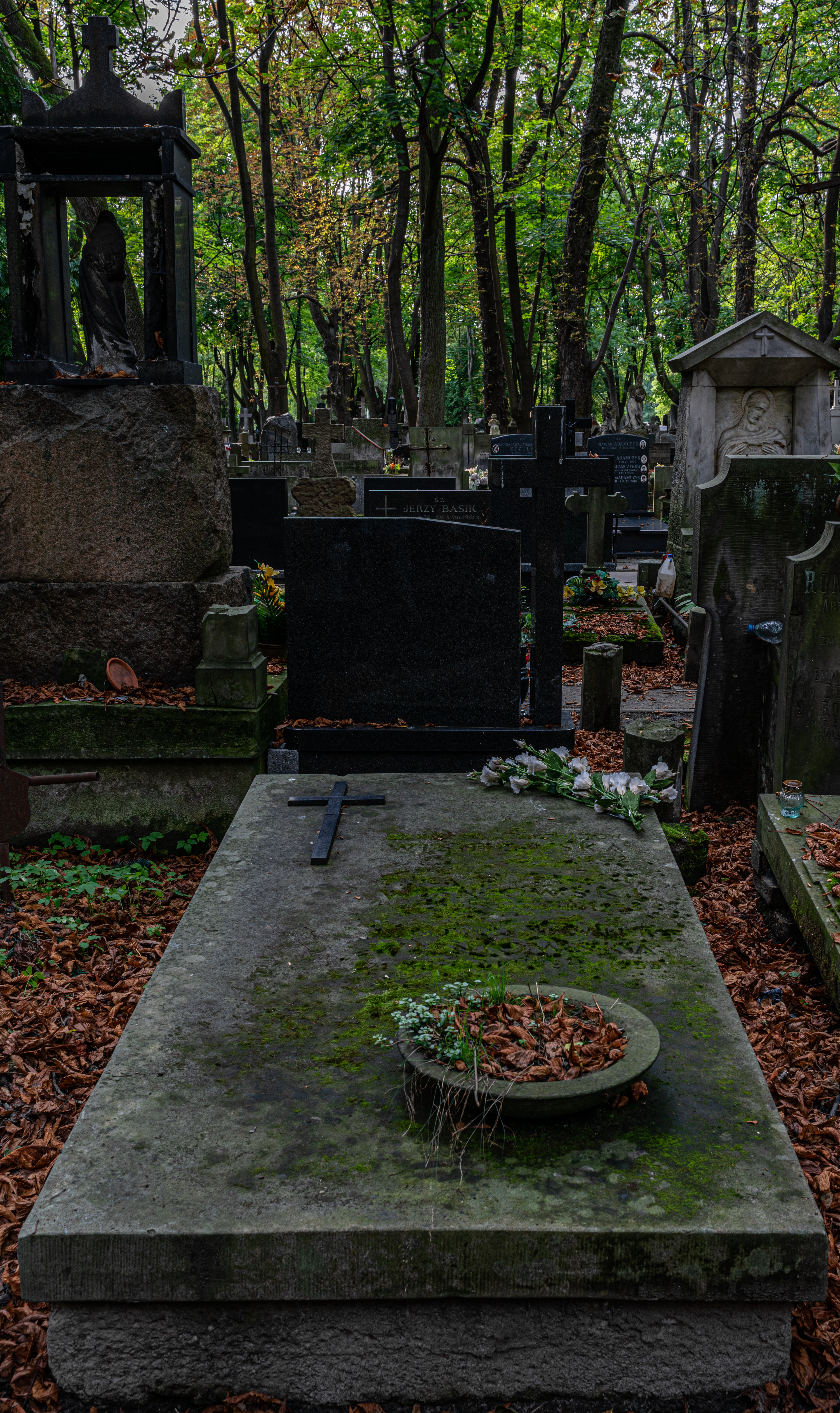
Grób Teofila Wiśniowskiego na cmentarzu Powązkowskim

Teofil Korneliusz Wiśniowski (ur. 1869 w Kołomyi, zm. 3 lutego 1936 w Warszawie) – architekt, od 1918 do 1930 konserwator zabytków na m. st. Warszawę i okolicę. Projektant wielu budynków w Warszawie w okresie przed i po I wojnie światowej. 

## Biogram
Pochodził z patriotycznej rodziny, z zubożałej szlachty polskiej. Jego stryjeczny dziadek, też Teofil Wiśniowski, był działaczem niepodległościowym, straconym we Lwowie w 1847 roku. Brat geologa, Tadeusza Wiśniowskiego.
Uczył się w Gimnazjum św. Anny w Krakowie, a następnie w Wyższej Szkoły Przemysłowej w Krakowie. W 1900 przeniósł się do Warszawy. Nauczał w Muzeum Rzemiosł i Sztuki Stosowanej oraz w Szkole Wawelberga i Rotwanda. Podczas I wojny światowej jako poddany austriacki został ewakuowany do Moskwy, gdzie pracował w Komitecie Polskim w dziale rejestracji zabytków wywiezionych z Polski i znajdujących się w Rosji, oraz w Komitecie Pomocy Ofiarom Wojny. W 1918 powołany przez Ministra Sztuki i Kultury na pierwszego konserwatora zabytków na m. st. Warszawę i okolicę. Stanowisko to piastował do 1930. W latach 1923–1930 pełnił jednocześnie funkcję konserwatora województwa łódzkiego. 
Aktywny działacz organizacji architektonicznych i artystycznych Warszawy, Lwowa i Krakowa, a także „Sokoła”, Towarzystwa Szkoły Ludowej i Towarzystwa Opieki nad Zabytkami Przeszłości. W uznaniu zasług na Walnym Jubileuszowym Zgromadzeniu Towarzystwa Opieki nad Zabytkami Przeszłości z okazji jego 25-lecia został wybrany jego honorowym członkiem. 
Był dwukrotnie żonaty. Pierwszą żoną była Bronisława Semkowicz. Po jej śmierci w 1919 poślubił Aleksandrę Jeżewską, z którą miał syna Janusza Wiśniowskiego (1920–1994), doktora Politechniki Warszawskiej.
Został pochowany na cmentarzu Powązkowskim (kwatera 54-3-24).

## Realizacje
W okresie przed I wojną światową: 
- gmach Muzeum Przemysłu Ludowego w Warszawie, ulica Tamka 1,
- Gmach Pracowników Handlowych i Przemysłowych[3]
- przebudowa kościoła Nawiedzenia Najświętszej Panny Marii na Nowym Mieście,
- przebudowa kościoła w Przybyszowie pod Częstochową,
- przebudowa pałacu w Garkiewicach,
- przebudowa zabytkowego ratusza w Pabianicach,
- cztery szkoły i dom przy ul. Brackiej 18 w Lublinie,
- cukrownia w Garbowie,
- cukrownia w Aszihe w Mandżurii (właścicielem obydwu cukrowni był Bohdan Broniewski)[potrzebny przypis].

W okresie powojennym:
- szereg domów na Kolonii Lubeckiego w Warszawie, m.in. Filtrowa 79 i trzy domy na jego zapleczu[potrzebny przypis],
- Gmach Stary Technologiczny Politechniki Warszawskiej, ul. Narbutta 86, Warszawa (1934) - współautor Aleksander Damazy Raniecki.
- nieistniejąca kamienica Pracowników Handlowych i Przemysłowych w Warszawie przy Siennej 16,[potrzebny przypis]
- przebudowa kościoła w Sarnowie na Pomorzu,
- szkoła w Garbowie.